# 비트포트

비트포트(Beatport)는 LiveStyle이 소유한 미국 전자 음악 중심의 온라인 뮤직 스토어이다. 이 회사는 덴버, 로스앤젤레스, 베를린에 본사를 두고 있다. 비트포트는 주로 DJ를 대상으로 하며 전체 곡은 물론 리믹스에 사용할 수 있는 리소스도 판매한다. DJ 중심의 전문적인 음악 스트리밍 서비스도 운영하고 있다.
2004년에 설립된 이 서비스는 2013년 로버트 F. X. 실러먼의 회사인 SFX 엔터텡니먼트에 보고된 가격 5천만 달러가 조금 넘는 가격으로 인수되었다. 2014년에 비트포트는 청중을 확대하려는 노력의 일환으로 일렉트로닉 댄스 음악 팬을 대상으로 한 오리지널 콘텐츠로 확장하여 EDM 뉴스와 문화를 다루고 카탈로그에서 주문형 음악 스트리밍과 라이브 스트리밍 이벤트를 제공했다.
SFX 엔터테인먼트는 2016년 2월 1일 챕터 11 파산 신청을 했고 비트포트는 이후 매각되었다. 그러나 2016년 5월 SFX는 회사에 제안된 경매를 중단하고 핵심 음악 판매 사업에 집중하기 위해 스트리밍 및 원본 콘텐츠 운영을 중단했다. SFX는 이후 LiveStyle로 파산에서 벗어났다. 비트포트는 파산 부채에서 자유롭고 수익성이 높은 상태로 등장했으며 계속해서 온라인 음악 상점으로 운영되고 있다.

## 같이 보기
- 일렉트로닉 댄스 뮤직